# Normes des victoires aériennes durant la Première Guerre mondiale
Vous lisez un « bon article » labellisé en 2022.

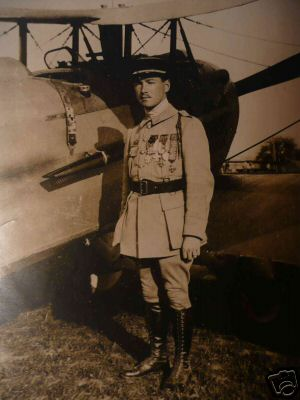
René Fonck, l'as le mieux classé parmi les survivants de la guerre, à côté de son Spad XIII en 1918.

Les normes des victoires aériennes durant la Première Guerre mondiale sont les différentes conditions requises pour l'homologation des victoires aériennes par chaque pays impliqué dans le conflit mondial.
Au début de la guerre, l'aviation militaire se développe rapidement, passant d'une aviation de simple reconnaissance à des missions offensives. Les premières déclarations de victoire aérienne apparaissent rapidement : dès 1915 généralement. Les services aériens nationaux élaborent dès lors des méthodes d'homologation et d'attribution des victoires pour les pilotes et les observateurs.
Certains pays, comme la France, sont exigeants, en imposant des témoignages indépendants ou en n'homologuant que la destruction de l'avion ennemi, tandis que d'autres, comme la Grande-Bretagne, sont plus laxistes, préférant récompenser la victoire morale (avion « hors-de-contrôle ») à la victoire physique (avion détruit). L'Allemagne, de son côté, ne comptabilise que les victoires obtenues au-dessus de ses lignes. Pour les pilotes américains, la norme utilisée dépend de leur unité.
La question du partage des victoires, lorsque plusieurs pilotes indiquent avoir détruit un même appareil ennemi, est traitée différemment d'un pays à l'autre et parfois même d'une escadrille à l'autre. De même, les observateurs qui accompagnent les pilotes à bord se voient généralement accorder pleinement les victoires aériennes, même si des différences existent selon le modèle de l'avion, le pays ou même les escadrilles.
Bien que des normes existent pour chaque pays et que des listes d'as aient été dressées par les historiens (pilotes ou observateurs ayant au moins cinq victoires à leur actif), il est assez vain de tenter une comparaison des pilotes ou des différentes forces aériennes en se basant sur le seul nombre de victoires. Avec l'évolution des avions, des techniques de pilotage, des stratégies ainsi que des normes, la comparaison avec les as de la Seconde Guerre mondiale n'a pas davantage de sens.

## Relevé des victoires

### Sources disponibles
Le nombre de victoires aériennes des pilotes représentés dans les listes des as de la Première Guerre mondiale (pilotes ayant au moins cinq victoires à leur actif) ne peut souvent pas être définitif, mais est basé sur des listes détaillées qui sont les meilleures sources d'information disponibles. La perte d'enregistrements (en particulier les enregistrements des pertes et des avions perdus, qui sont au mieux un très bon guide du degré de revendication excessive) par malchance et par le passage du temps — et le détail avec lequel ces enregistrements sont conservés en premier lieu — complique souvent la reconstruction du décompte réel pour un as donné. De plus, le système allemand de confirmation des victoires commence à disparaitre en février 1918 ; après août 1918, les registres qui ont survécu sont des registres d'unités.  
De plus, chaque pays a ses propres règles. Par exemple, seul l'Empire britannique accepte les victoires « hors de contrôle », et ce, sans confirmation extérieure. Dès lors, la comparaison entre les différentes forces aériennes impliquées est difficile, voire impossible. En outre, la formation des pilotes et les capacités offensives des avions évoluent fortement durant le conflit, ce qui explique les disparités entre le nombre de victoires créditées au début et à la fin de la guerre. La comparaison avec les as de la Seconde Guerre mondiale devient compliquée et est à éviter, les avions, les tactiques et les normes ayant fortement évolué durant l'entre-deux-guerres.  

### Notion d'as
Si le terme « as » désigne désormais tout pilote/observateur ayant au moins cinq victoires à son actif, cette notion n'est apparue que durant le premier conflit mondial, d'abord en France. 
Ainsi, dans l'Empire britannique, ce terme n'est pas connu initialement par les pilotes. Le décompte des victoires n'y est d'ailleurs pas mis en avant et l'armée refuse toute propagande ou glorification des pilotes. Le nombre de victoires est bien publié quotidiennement mais pas le nom des vainqueurs. Il n'existe donc pas de liste officielle de pilotes ou d'observateurs britanniques avec leur nombre de victoires confirmées. 
Les Allemands n'utilisent pas non plus le terme d'« as » mais désignent les pilotes qui ont un grand nombre de victoires aériennes par le terme « Kanone » (« gros canon »). Au début de la guerre, quatre victoires suffisent pour être reconnu et recevoir d'éventuelles décorations. Pour recevoir la croix Pour le Mérite, la plus haute récompense prussienne, seize victoires sont nécessaires, puis vingt et à la fin de la guerre près de trente. L'armée allemande publie les noms et les scores des meilleurs pilotes pour soutenir ou accroitre le moral des civils. Des cartes postales, les Sanke, sont même éditées, glorifiant les pilotes. 

## Pays de l'Entente - Alliés
Le décompte des victoires alliées sur le front de l'ouest est bien plus compliqué que du côté allemand. Plus de 90% des combats aériens se déroulent au-dessus ou derrière les lignes allemandes et les vents tendent à repousser les avions vers l'est et à empêcher les pilotes alliés de rejoindre leur base,. De ce fait, les alliés peuvent difficilement confirmer les dires des pilotes, de même que les pilotes voient rarement les avions ennemis s'écraser au sol.

### Belgique

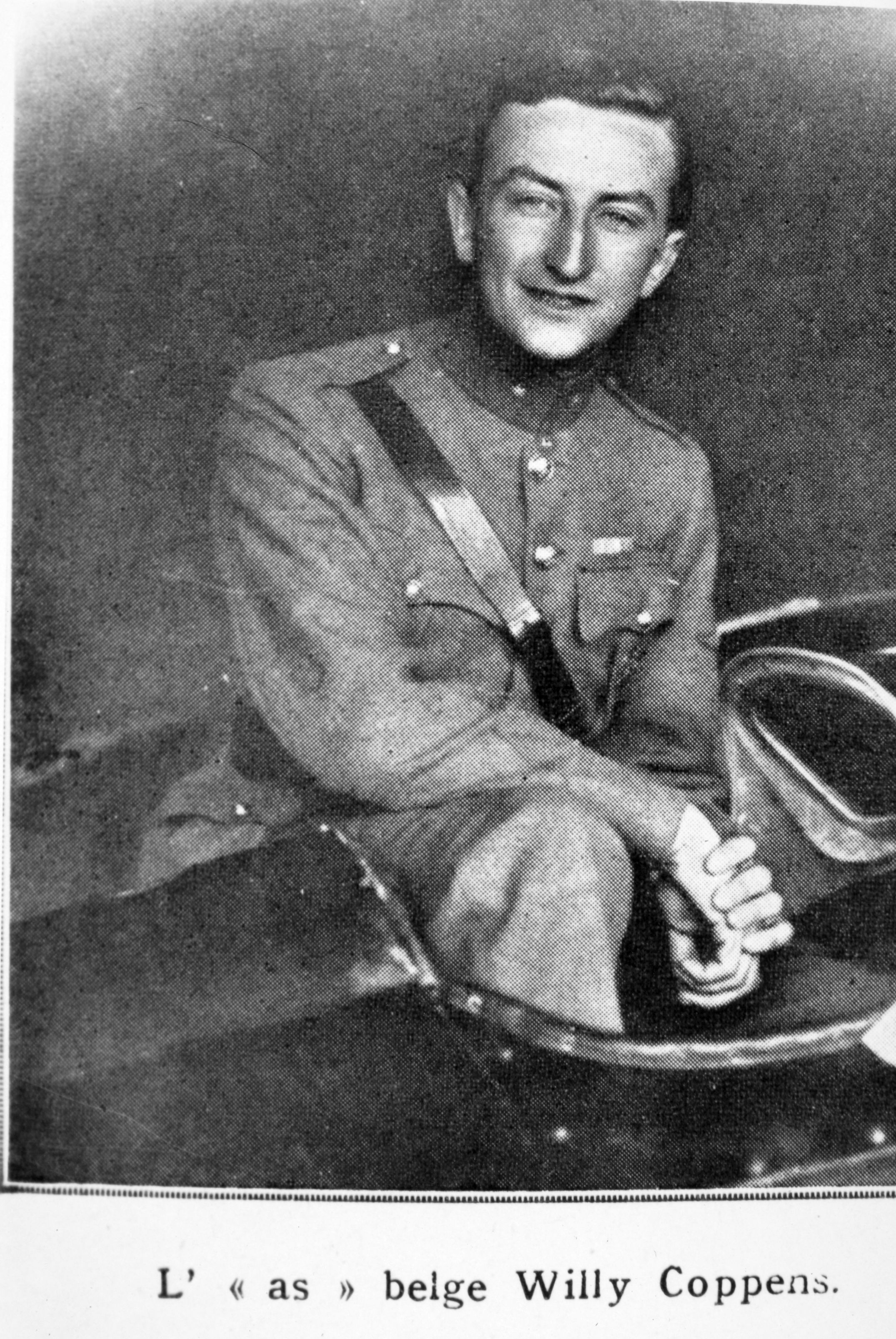
Willy Coppens, surnommé le « tueur de Drachen », est le premier as belge avec 37 victoires homologuées et six probables.

En août 1914, l'« Aviation Militaire Belge » entame la Première Guerre mondiale avec quatre escadrons, dont deux seulement sont pleinement opérationnels. Chaque escadron est équipé de quatre Farman, des avions pensés pour la reconnaissance aérienne,. Dès le 25 septembre 1914, un pilote allemand est abattu, à la carabine, par un équipage belge. Il s'agit de la première victoire aérienne air-air de l'histoire, mais aucune réclamation n'est posée par le pilote et l'observateur belges. Il faut attendre le 26 mars 1915 pour qu'un équipage belge soumette sa première victoire aérienne, même si aucun témoin extérieur n'a vu l'avion s'écraser ou atterrir. La première victoire officialisée par la Belgique se déroule le 17 avril 1915, lorsque Fernand Jacquet abat un avion allemand.
Pour être comptabilisés, les avions ennemis doivent tomber dans les lignes alliées d'un pays partiellement occupé par l'ennemi, ou être vus tombant dans les lignes allemandes par des troupes alliées au sol. La confirmation par d'autres pilotes alliés n'est pas autorisée. Ainsi, les réclamations non confirmées sont plus nombreuses que les victoires officielles. L'« Aviation Militaire Belge » n'encourage pas le combat, de peur d'avoir des pertes importantes et elle dépend, toute la guerre, des pays alliés pour son matériel.
Bien que les normes belges soient censées refléter les normes françaises plutôt que les britanniques, les listes de victoires des as belges contiennent quelques victoires confirmées avec la mention FTL (forced to land - forcés d'atterrir) et OOC (out of control - hors de contrôle). Néanmoins, si les normes belges avaient suivi strictement les normes britanniques, le nombre de victoires des pilotes serait bien plus important. L'inspection des listes de victoires des pilotes belges montre également que les victoires sont partagées, sans être fractionnées.

### France

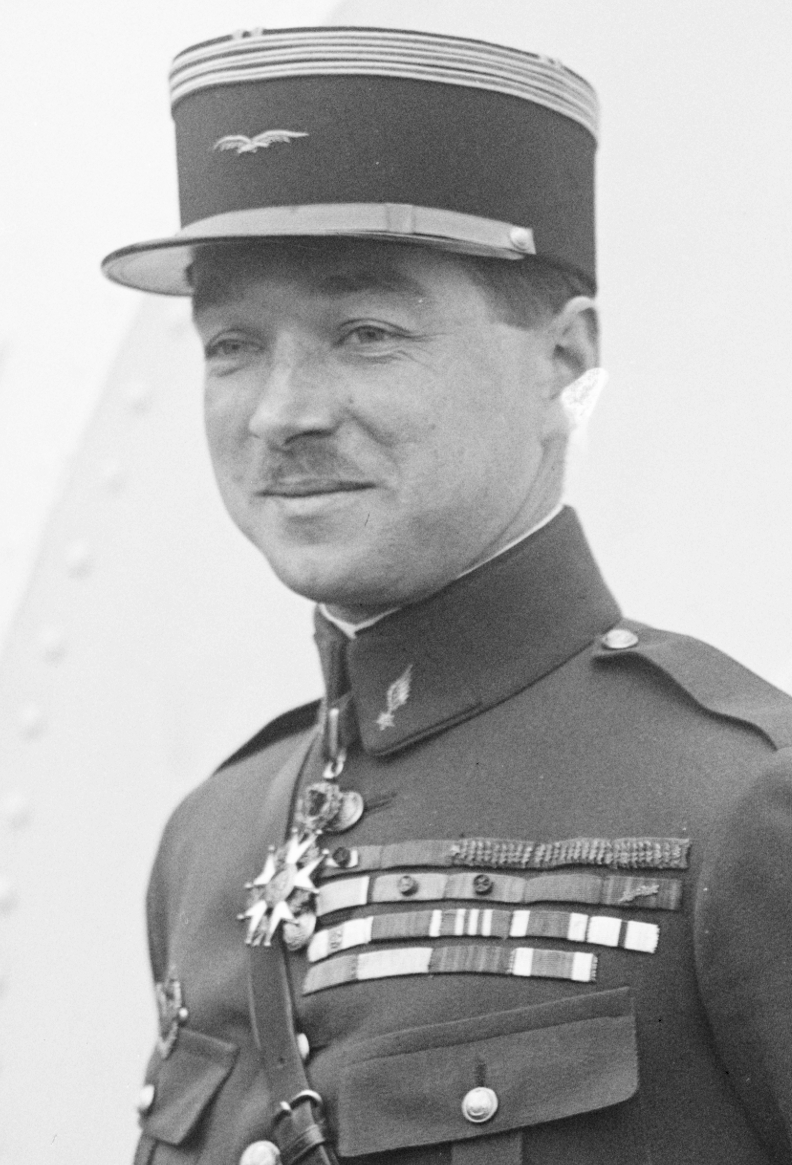
René Fonck, premier as français avec 75 victoires homologuées, dont 3 partagées et 52 victoires probables.

Lors de l'entrée en guerre de la France en août 1914, l'armée de l'air ne compte aucune escadrille de chasse. Il faut attendre août 1915 pour que des unités de chasse voient le jour. Ce nombre augmente significativement au cours du conflit, passant de 14 escadrilles (sur 119) à plus de 90 à la fin de la guerre. 
La première victoire aérienne arrive rapidement pour la France. Le 5 octobre 1914, le sergent Joseph Frantz et son observateur Louis Quenault abattent un avion allemand à la carabine. L'introduction des mitrailleuses et d'autres innovations entraînent par la suite un accroissement des victoires aériennes.
Les normes françaises de confirmation des victoires aériennes sont strictes. La victoire n'est accordée que pour la destruction d'un avion ennemi constatée par un témoin indépendant, tel qu'un observateur d'artillerie, un fantassin ou un autre pilote. Les victoires homologuées pour destruction entrent généralement dans l'une des quatre catégories suivantes :
1. Avion ennemi chutant en flammes, vu par un témoin indépendant ;
2. Avion ennemi s'écrasant au sol, vu par un témoin indépendant ;
3. Avion ennemi se désintégrant en vol, vu par un témoin indépendant ;
4. Avion ennemi tombant en captivité derrière les lignes de combat françaises ou alliées[19].

Les victoires probables ne sont pas comptabilisées pour le score du pilote, mais elles sont notées. Des exemples de victoires probables peuvent être la chute d'un avion ennemi hors de contrôle sans qu'il ne soit vu en train de s'écraser, ou une réclamation sans confirmation indépendante.
Les observateurs, comme les pilotes, peuvent devenir des as. Les victoires peuvent être partagées, et sont comptées comme un ajout de un au score de chaque « vainqueur » plutôt que d'être divisées de manière fractionnée. Dans certains cas, la destruction d'un seul avion allemand ou austro-hongrois s'est donc vue ajouter au score d'une demi-douzaine d'aviateurs français, voire plus. 
La confirmation des victoires doit être publiée dans les communiqués pour être officielle, ce qui peut prendre plusieurs jours.

### Grande-Bretagne et Commonwealth britannique

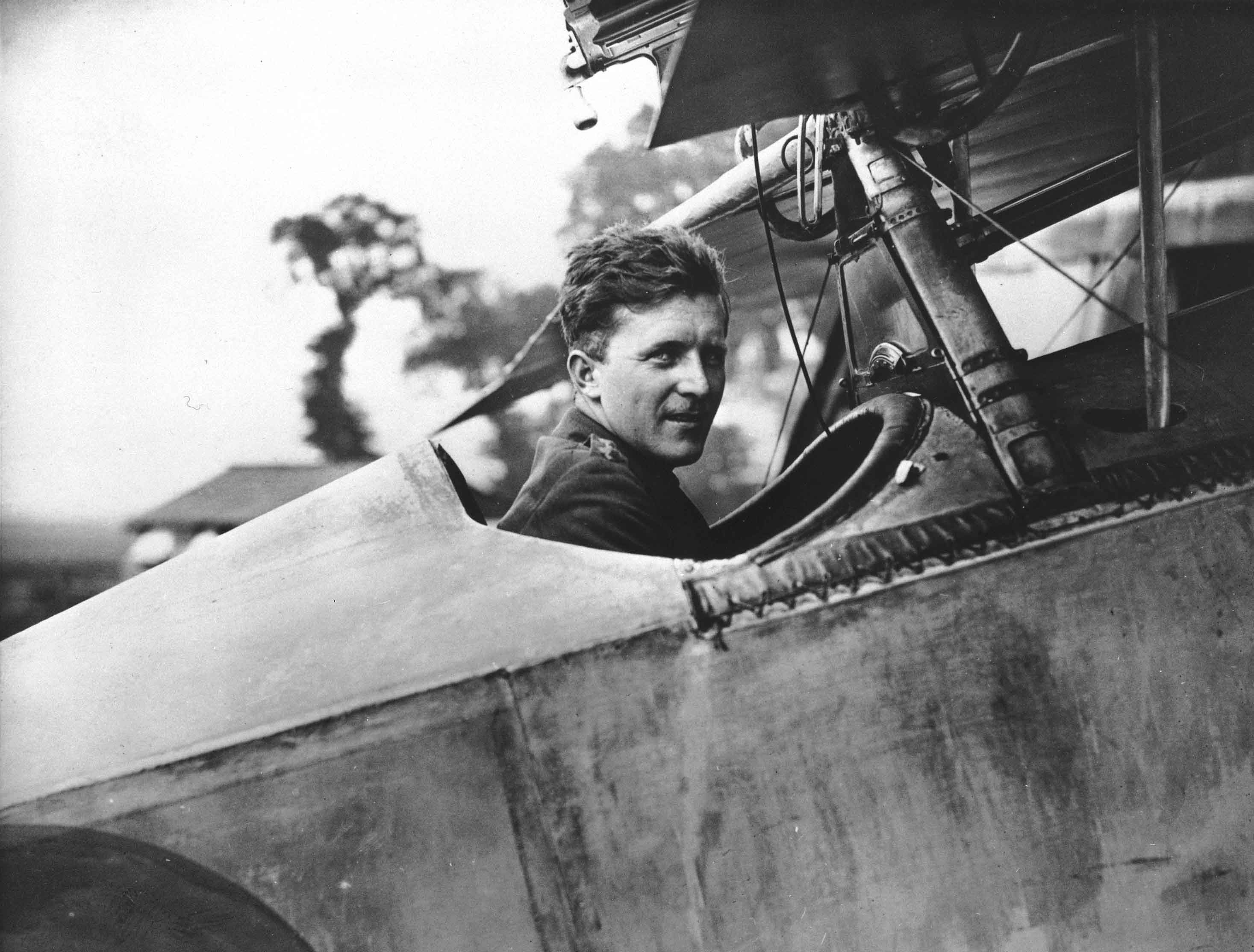
Billy Bishop, pilote canadien et meilleur as de l'Empire Britannique avec 72 victoires créditées. Nombre de ses victoires n'ont pas été constatées par un témoin indépendant, ce qui soulève des doutes sur ce total.

Comme pour les autres pays, l'Empire britannique emploie l'aviation comme moyen de reconnaissance au début de la guerre. Certains pilotes embarquent bien des armes et même une mitrailleuse Lewis mais le poids est trop important, ce qui dégrade fortement les performances des avions. Le Vickers FB 5, qui entre en service en 1915, est le premier avion anglais pensé entièrement pour le combat. 

#### Un décompte qui évolue
Le décompte des victoires aériennes par les Britanniques est déterminé par la volonté du haut commandement de maintenir une offensive aérienne continue. Dès le début, il considère comme victorieuses les actions qui déjouent les intentions des Allemands. Leur système de comptage est orienté vers la reconnaissance de la victoire morale que représente le fait de contrecarrer les actions offensives de l'ennemi, ainsi que la victoire physique que représente la destruction de ses avions.
Un pilote britannique ou du Commonwealth appartenant au Royal Flying Corps (RFC) et au Royal Naval Air Service, ou les pilotes australiens de l'Australian Flying Corps, peuvent être crédités d'une victoire pour avoir détruit un avion ennemi, pour l'avoir abattu et mis hors de contrôle, pour l'avoir capturé ou pour avoir détruit un ballon d'observation ennemi. Au tout début des combats aériens, en 1915 et 1916, les victoires peuvent également être attribuées pour avoir forcé un avion ennemi à atterrir en territoire allié ou ennemi. Contrairement aux autres forces aériennes de l'époque, en acceptant ces victoires « hors de contrôle », les autorités britanniques n'exigent pas nécessairement une vérification indépendante au sol d'une victoire pour l'attribuer.
En 1917, les victoires « hors de contrôle » (« out of control »), « abattu » (« driven down ») et « forcé à atterrir » (« forced to land ») surchargent le système de notation. Alors que les combats aériens s'intensifient au point que les pilotes britanniques soumettent jusqu'à 50 réclamations certains jours, le système de comptage sature. En mai 1918, la nouvellement formée Royal Air Force cesse, soi-disant, de comptabiliser les victoires « hors de contrôle » mais les crédite toujours aux pilotes pour l'attribution des décorations. Les victoires se limitent aux avions ennemis détruits, aux avions ennemis abattus hors de contrôle s'ils semblent si endommagés qu'ils vont s'écraser, et aux avions capturés. Les quartiers généraux des Squadron (escadron), des Brigade (brigade) et des Wing (en) (escadre) tiennent tous compte des scores individuels et des scores des unités. 

#### Difficulté des doublons
Le système d'approbation commence par un rapport de combat du Squadron qui est soumis au quartier général de la Wing. Celui-ci transmet à son tour le rapport au quartier général de la Brigade. La Wing ou la Brigade peuvent approuver ou désapprouver le rapport ; parfois, l'une confirme la victoire et l'autre non. Le système n'est pas centralisé et différentes patrouilles alliées peuvent soumettre des rapports pour un même engagement avec l'ennemi, rendant l'identification compliquée. De plus, les victoires sont rapportées par le QG du RFC via un communiqué. L'heure limite pour le communiqué quotidien (surnommé « Comic Cuts » par les pilotes) est fixée à 16 h. L'adoption d'un système qui ne rend pas toujours compte d'un événement le jour où il se produit réellement ajoute à la confusion causée par le double compte rendu.
Il est donc assez ardu pour les historiens de retrouver et compter correctement les différentes victoires. Certains bombardements, ou simplement le temps, ont également détruits des archives.

#### Gestion des victoires partagées
Dans les cas où plus d'un pilote (ou observateur) est impliqué dans une victoire britannique, la pratique est particulièrement incohérente. Puisqu'après tout un seul avion ennemi est détruit, la victoire au niveau de l'unité (Squadron ou Wing par exemple) n'est comptabilisée qu'une fois. D'un autre côté, dans certains cas, tous les pilotes concernés peuvent recevoir un crédit complet à leur score personnel, car les victoires à cette époque ne sont pas divisées de manière fractionnée, comme cela peut être le cas durant la Seconde Guerre mondiale. À titre d'exemple, pas moins de douze pilotes du Royal Flying Corps ont chacun revendiqué une victoire parce qu'ils ont contribué à détruire un Albatros D.III le 8 avril 1917. Cependant, certains squadrons ne comptent ces victoires que pour l'unité concernée sans les créditer à un individu, ou comptent les scores « partagés » séparément des victoires « solo » d'un pilote particulier. 
Dans le cas d'équipages de biplaces, le pilote et l'observateur peuvent tous deux être crédités d'une victoire. La règle habituelle consiste à créditer toutes les victoires au pilote d'un Sopwith 1½ Strutter ou d'un Bristol F.2 Fighter biplace, mais l'observateur/tireur n'est crédité que pour les cas où il a tiré avec son arme. Certains squadron tiennent des listes distinctes des as pilotes et des as observateurs, d'autres non.

#### Ballons d'observation
Tout comme les autres pays, l'Empire britannique comptabilise bien la destruction des ballons d'observations comme une victoire aérienne. Si à partir de 1918, les ballons doivent être en flamme pour être considérés comme détruits, ce n'est pas spécialement le cas plus tôt durant le conflit, des ballons s'effondrant sur eux-mêmes étant suffisants.
En revanche, dès 1917, le formulaire de réclamation pour les ballons d'observation est différent de celui pour les avions ennemis et est rarement conservé avec les archives des rapports de combat. Cette distinction amène à une sous-estimation du nombre de ballons détruits.

### Italie

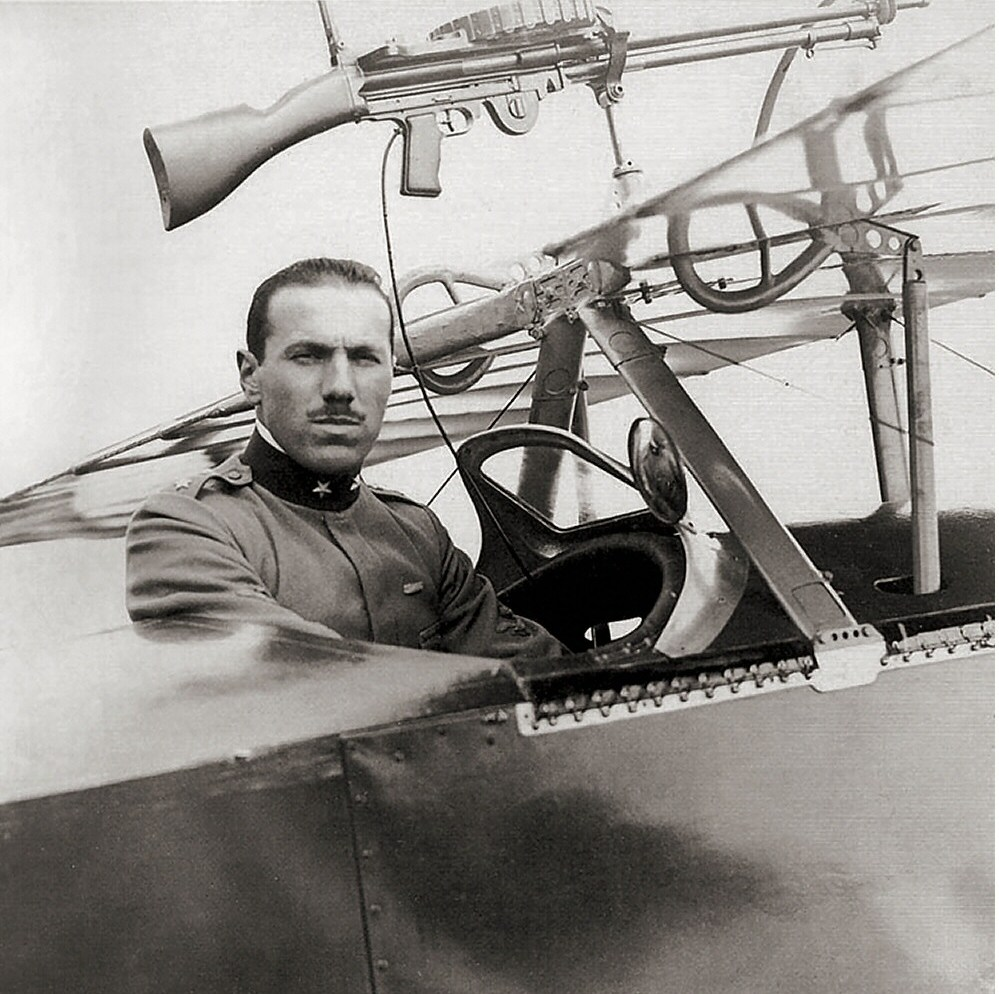
Francesco Baracca, meilleur as italien, vers 1916. Il est crédité de 34 victoires.

Lors de l'entrée en guerre de l'Italie en mai 1915, les forces aériennes de l'armée royale et de la marine royale sont peu entrainées et mal équipées. Elles font face à une armée austro-hongroise plus efficace. Après des formations auprès de la France et l'arrivée de Nieuport 11 en 1916, l'aviation italienne peut enfin rivaliser avec son ennemi. Francesco Baracca, qui devient le premier as du pays, réalise la première victoire aérienne italienne le 7 avril 1916. Le pays enchaîne les victoires et obtient finalement la supériorité aérienne à la fin de la guerre. 

#### Des règles strictes
L'Italie ne codifie officiellement ses normes des victoires aériennes qu'à la fin 1918. Les historiens s'accordent néanmoins sur certaines règles tacites. Au début de la guerre, il existe quelques différences entre les unités mais les règles s'uniformisent rapidement et sont strictement respectées.  
Un pilote reçoit ainsi une victoire aérienne si l'avion ennemi tombe en territoire sous contrôle italien ou si d'autres pilotes et/ou observateurs au sol des puissances alliées confirment indépendamment la destruction de l'ennemi. Les témoignages peuvent arriver bien après la destruction de l'appareil (prisonniers, services de renseignement, déserteurs ennemis, etc.). Dès lors, des victoires sont parfois homologuées longtemps après les faits. 
Les victoires peuvent être partagées, plusieurs pilotes et/ou mitrailleurs recevant tout le crédit d'une victoire. Ce partage peut toutefois varier en fonction des batailles et des témoignages des pilotes. 

#### Un codification à la fin de la guerre
En juin 1918, Pier Piccio, as et alors inspecteur des unités de chasse, codifie les procédures. Ce document, intitulé Istruzione provvisoria di impiego delle Squadriglie da Caccia (instruction provisoire pour l'utilisation des escadrons de chasse), exige au moins deux confirmations indépendantes pour approuver une victoire. Elles doivent provenir de l'artillerie, de ballons ou d'observateurs de première ligne. Certaines victoires peuvent être exceptionnellement confirmées sans ces témoins si la destruction de l'appareil est confirmée par de nombreux pilotes ou d'éventuels prisonniers. 
En janvier 1919, le service de renseignement du Commando Generale di Aeronautica (commandement général de l'aéronautique) établit à la hâte une liste des pilotes ayant remporté au moins une victoire aérienne pendant la guerre. Celle-ci s'achève en novembre 1918 ; les critères d'évaluation ne sont pas connus, ce qui laisse planer un doute sur les totaux définitifs. De nombreuses archives manquent et de nombreuses victoires ne sont pas toujours corroborées par des documents officiels. 

### États-Unis

#### Pilotes combattant pour le Royaume-Uni et la France

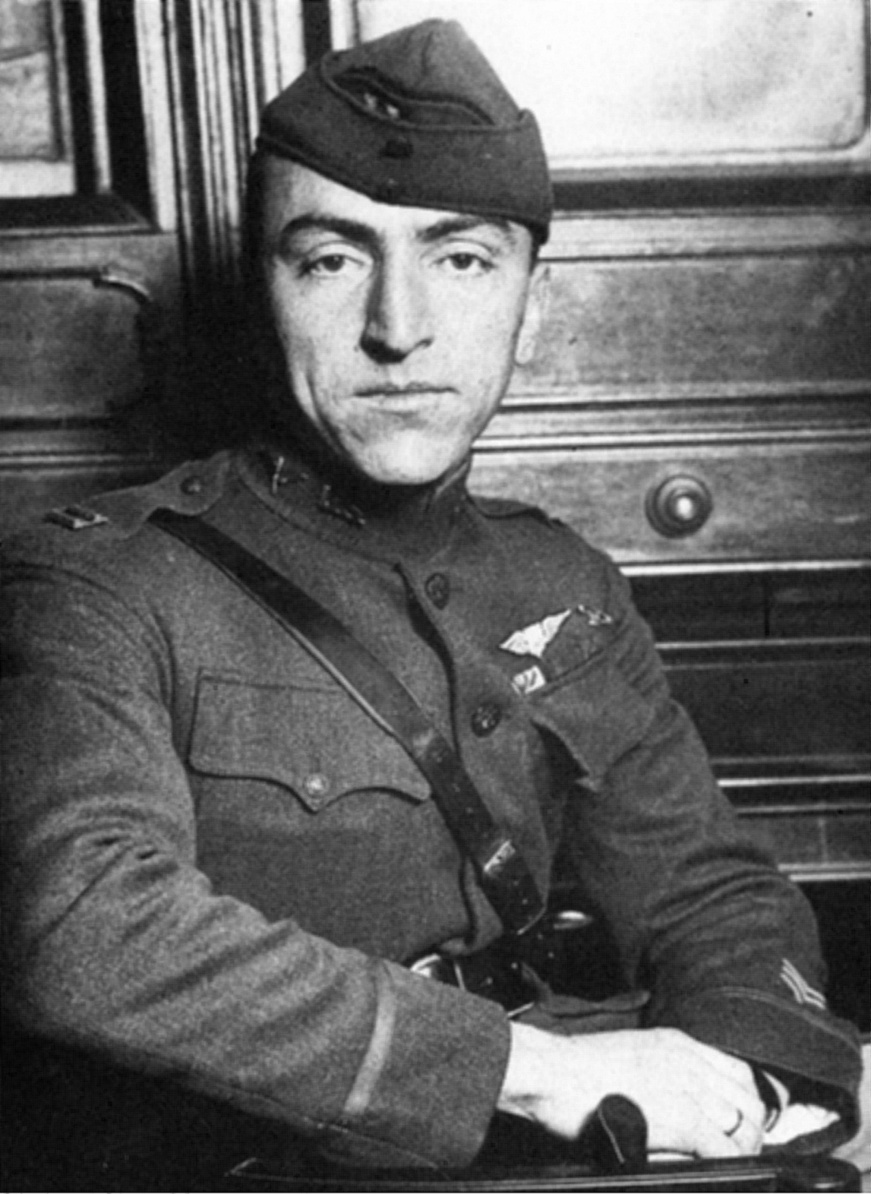
Edward Vernon Rickenbacker, premier as américain avec 26 victoires, dont trois partagées.

Si les États-Unis n'entrent en guerre que tardivement (avril 1917), les premiers américains arrivent dès le début du conflit sur le continent européen, en s'enrôlant notamment dans la Légion étrangère. La plupart combattent dans les tranchées mais certains hommes rejoignent l'armée de l'air et des escadrilles françaises. Ce n'est qu'en 1915 que l'idée d'une escadrille purement américaine est lancée, l'escadrille La Fayette. Les premières victoires de l'unité arrivent en 1916. En parallèle, des américains décident de rejoindre le Royal Flying Corps et le Royal Naval Air Service britanniques, soit directement ou en passant par le Canada.
Les pilotes américains voient ainsi leurs totaux de victoires définis de plusieurs manières différentes. Si et quand ils servent dans l'aviation britannique, leurs victoires sont déterminées selon les méthodes britanniques ; pas moins de 40 as américains ont servi uniquement dans des unités britanniques. Les Américains servant dans des unités françaises sont évalués selon les normes françaises ; il n'y a que quatre as américains qui ont servi uniquement dans des unités françaises.

#### Adoption de la norme française
Lors de l'entrée des États-Unis dans la guerre, l'US Army Air Service (USAAS) débarque en France et adopte les normes françaises. Elles sont même durcies en ne comptabilisant pas les victoires probables, même lorsque l'ennemi est vu se posant dans son territoire, le pilote ou l'observateur présumé gravement blessé ou mort. Deux squadrons, le 17th Aero Squadron (en) et le 148th Aero Squadron (en), sous contrôle britannique durant l'été 1918, adoptent les normes anglaises.
Les normes françaises ou anglaises permettant à leurs observateurs de devenir as, il est de même pour les américains. Les victoires peuvent être partagées entre les aviateurs. Les archives de l'USAAS, qui ne recensent que les victoires remportées par les Américains en son sein, montrent que 1 513 victoires sont attribuées à des pilotes ou à des observateurs individuels pour la destruction de 756 avions allemands et de 76 ballons d'observation ; 341 de ces victoires sont partagées dans une certaine mesure, ce qui prouve que le partage des victoires est suffisamment courant pour être la norme. Cependant, l'USAAS ne comptabilise pas les victoires remportées par les Américains dans les forces aériennes d'autres pays.

### Roumanie

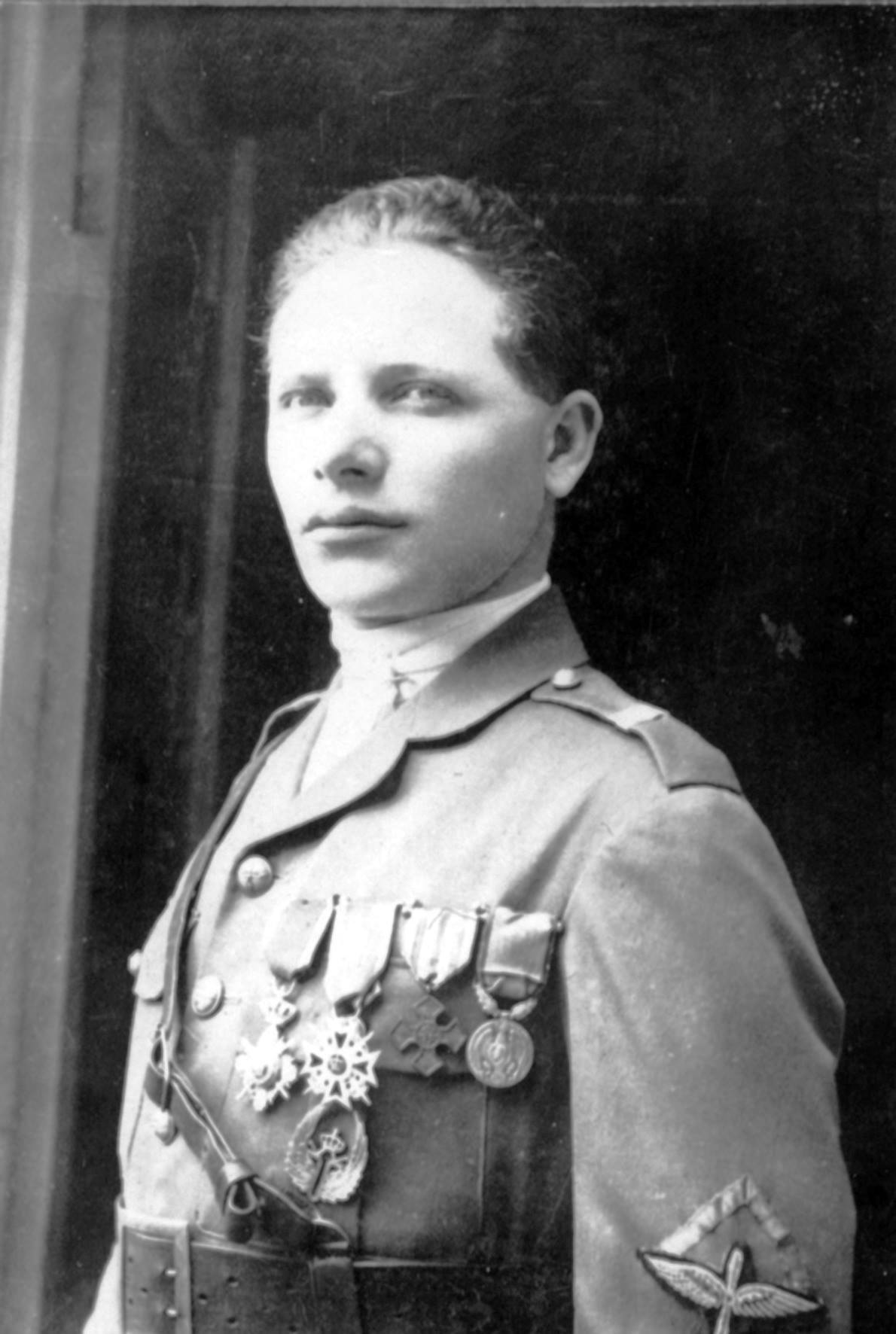
Dumitru Bădulescu, seul as roumain selon les critères nationaux. Il est crédité de 8 victoires, dont 5 partagées.

La Roumanie reste neutre durant les deux premières années de la guerre, avant de rejoindre les alliés à la fin du mois d'août 1916. Elle est rapidement occupée par l'armée allemande et doit capituler à la suite de l'armistice entre la Russie bolchevique et les puissances centrales. 
Lors de son entrée en guerre en 1916, le quartier général décide qu'une victoire aérienne correspond à un avion abattu. Si plusieurs aviateurs abattent le même avion, seul celui qui est considéré comme ayant donné le coup de grâce se voit attribuer la victoire. Dans le cas d'une victoire collective où l'on ne sait pas qui a donné le coup de grâce, la victoire est attribuée à l'escadron ou au groupe auquel appartiennent les aviateurs concernés.
Dumitru Bădulescu, un observateur, est ainsi le seul as roumain officiel avec 8 victoires dont cinq confirmées.

### Empire russe
L'Empire russe entre dans la guerre en août 1914 avec la plus grande force aérienne, avec plus de 200 pilotes et presque autant d'avions. Comme les autres pays, les avions russes ne sont pas armés et les pilotes sont seulement équipés de deux pistolets Mauser. Les pilotes russes pratiquent ainsi au début de la guerre le taran, un abordage volontaire dans les airs, pratique dangereuse qui coûte la vie à de nombreux équipages.
L'Empire russe n'a par contre pas de normes de victoires connues, même si des listes d'as ont été créées par la suite par les historiens.

## Empire centraux

### Autriche-Hongrie

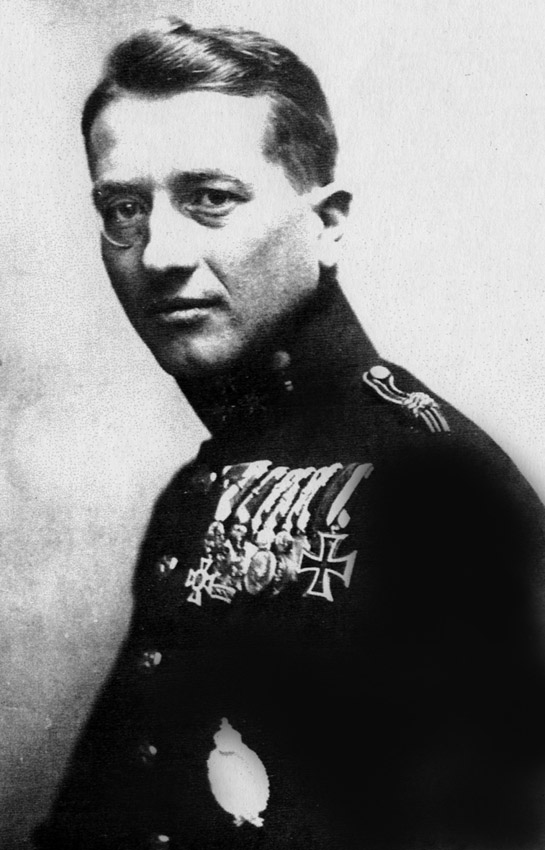
Godwin von Brumowski, premier as austro-hongrois.

L'Autriche-Hongrie entre dans la guerre en juillet 1914 avec peu d'avions. Son industrie aéronautique est peu développée et manque cruellement de matières premières, ce qui l'empêche de rivaliser avec l'Italie vis-à-vis du nombre d'avions produits. 
Les normes austro-hongroises permettent à chaque membre d'équipage contribuant de manière significative à la défaite (pas spécialement la destruction) d'un avion, ballon ou dirigeable ennemi d'être crédité d'une victoire complète. Toutes les victoires comptent de la même manière, que l'aviateur les remporte en tant que pilote de chasse, pilote de reconnaissance ou observateur/tireur aérien.
Pendant les six à huit premiers mois de 1918, les normes sont renforcées pour n'autoriser qu'une seule victoire homologuée par revendication, empêchant tout partage. Cette restriction est ensuite révoquée et l'ancienne règle des victoires partagées est rétablie.
Les autorités austro-hongroises considèrent les avions ennemis contraints d'atterrir comme de véritables victoires. Cela peut être noté à travers les records de victoires de leurs as.

### Allemagne

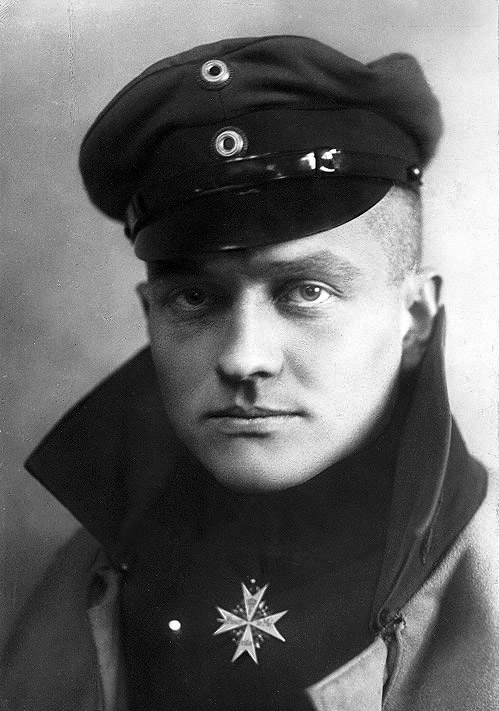
Manfred von Richthofen, premier as allemand, plus connu sous le nom de « baron rouge ».

Au début de la période nommée fléau Fokker, en juillet 1915, l'Empire allemand ne possède pas d'unités dédiées d'aviation de « chasse » au sein de ce qu'on appelle alors le Fliegertruppe - les premiers chasseurs Fokker Eindecker sont distribués seuls ou par paires, pour protéger les six avions biplaces que chaque unité d'observation aérienne de l'armée (Feldflieger Abteilung) utilise pour la reconnaissance de première ligne.

#### Des combats au-dessus des lignes allemandes
La plupart des combats aériens se déroulent au-dessus des lignes allemandes et les pilotes allemands ne s'aventurent que très rarement au-dessus des lignes alliées. Dès lors, les autorités allemandes ne certifient que les victoires aériennes se déroulant du côté allemand, ce qui facilite grandement les confirmations. Les pilotes allemands n'hésitent d'ailleurs pas à se poser près des débris de l'avion ennemi et piller ceux-ci pour récupérer des « souvenirs », par exemple le numéro de série de l'avion.
L'Allemagne demande expressément une confirmation, soit par les débris ou des témoins indépendants (autre pilote ou observateur au sol) pour créditer la victoire aérienne. En 1916, alors que les escadrons de chasseurs Jasta se forment au sein de la Luftstreitkräfte nouvellement créée en octobre de la même année, chaque victoire doit être revendiquée dans un rapport de combat adressé au commandant d'escadron (Staffelführer). Le rapport est ensuite transmis à la chaîne de commandement pour évaluation.
Le 15 juillet 1915, le futur as Kurt Wintgens remporte la première victoire allemande confirmée contre un monoplan « parasol » Morane-Saulnier Type L, malgré ses deux victoires précédentes, les 1er et 4 juillet, contre d'autres biplaces « parasol » de type L pilotés par des Français, qui sont tous deux tombés du côté des lignes alliées et n'ont donc pas été considérées comme des victoires aériennes « confirmées » selon les normes allemandes officielles de l'époque.

#### Pas de partage des victoires
Contrairement à d'autres pays, le partage des victoires n'est pas officiellement pris en compte par l'Allemagne, chaque victoire aérienne revenant à un équipage spécifique,. On notera cependant qu'au début la guerre, et jusqu'en 1917, des cas de partages apparaissent, un même avion allié étant crédité pour plusieurs pilotes allemands. En cas de désaccord insoluble sur une victime donnée, la victoire est créditée à une unité, mais pas à un individu. La seule exception à cette règle est l'attribution d'une victoire au pilote et à l'observateur d'un biplace, peu importe qui abat l'avion.